# 호모 오일리쿠스
《호모 오일리쿠스》는 KBS가 지구의 해를 맞아 제작한 다큐멘터리로 석유를 먹고, 쓰고, 입으며 살아가는 현대인을 지칭하는 단어이다. 석유와 인간 생활과의 관계와 석유가 사라질 경우 일어날 수 있는 문제점을 다루고 있다.